# Knud Gether
Knud Gether (født 8. december 1946 på Frederiksberg) er en dansk politiker, der 2006-09 var borgmester i Langeland Kommune, valgt for Borgerlisten Langeland.
Knud Gether er uddannet maskinmester og har arbejdet for J. Lauritzen, DSB og A.P. Møller. Han har været underviser på Svendborg Søfartsskole i Svendborg, men tog i 1981 initiativ til at stifte Sydlangeland Maritime Efterskole, som han senere blev forstander for. 
Den politiske karriere begyndte, da han blev medlem af Venstre i 1966 og valgt til kommunalbestyrelsen i Sydlangeland Kommune for partiet i 1977. I 1991 brød han med partiet efter interne uenigheder, og fortsatte som løsgænger frem mod kommunalvalget i 1993. Ved valget fik han mange personlige stemmer – så mange, at han kunne overtage borgmesterposten. Han blev genvalgt ved kommunalvalgene i 1997 og 2001. Da Sydlangelands Kommune som led i strukturreformen blev lagt sammen med de to andre kommuner på øen, blev Gether kommunens første borgmester efter kommunalvalget i 2005, hvor Borgerlisten Langeland med 44 procent af stemmerne blev største partigruppe i den nye kommunalbestyrelse. Knud Gether fik personligt 28 procent af alle afgivne stemmer på øen.
Privat bor han i Rudkøbing. Han er gift med Birgitte Gether. Knud Gether har to børn.